# Jordan Caron
Pour les articles homonymes, voir Caron.
Jordan Caron (né le 2 novembre 1990 à Sayabec dans la province de Québec au Canada) est un joueur professionnel canadien de hockey sur glace.

## Biographie

### Carrière junior
Avant de jouer dans la Ligue de hockey junior majeur du Québec, Jordan Caron a joué pour le Athol Murray College of Notre Dame en Saskatchewan pour la saison 2005-2006. Il a été le cinquième choix au total lors du repêchage de 2006 de la LHJMQ en étant le premier choix de l'Océanic de Rimouski. Jordan a terminé sa première saison avec l'Océanic en cinquième position au classement des pointeurs de l'équipe en ayant gagné 40 points au cours de 58 parties. À sa deuxième saison, il participa à moins de parties pour des raisons de blessures. Néanmoins, il termina avec un total de 43 points au cours de 46 parties en ayant inscrit 20 buts et récolté 23 mentions d'assistance. Au cours des séries éliminatoires de la saison 2007-2008, il récolta un total de quatre points en neuf rencontres.
Malgré deux bonnes premières saisons dans la LHJMQ avec l'Océanic, il démontra finalement tout le potentiel qu'il possède lors de la saison 2008-2009. En effet, au cours de cette saison, il récolta 67 points en 56 parties en ayant inscrit un total de 36 buts. Il est le troisième de l'équipe au niveau des points pour cette saison. Lors des séries éliminatoires de cette saison, Jordan récolta onze points en treize parties. Étant donné que la ville de Rimouski était l'hôte de la Coupe Memorial en 2009, l'Océanic avait une participation automatique au tournoi. Donc, Jordan participa à la Coupe Memorial sans toutefois remporter le titre puisque l'Océanic fut éliminé face aux Spitfires de Windsor.
Caron s'envole quand même vers Boston pour participer au camp d'entraînement des Bruins, malgré sa blessure. Il effectue son retour au jeu au sein de l'Océanic le 23 octobre 2009 après s'être remis de cette blessure.
À la date limite de la période d'échanges de la LHJMQ de la saison 2009-2010, Jordan Caron tout comme Patrice Cormier fut échangé aux Huskies de Rouyn-Noranda pour Michaël Beaudry, Alexandre Mallet, un choix de première ronde en 2010 et en 2012 ainsi qu'un choix de deuxième ronde en 2012.

### Carrière professionnelle
Il fut ensuite sélectionné en première ronde par les Bruins de Boston lors du repêchage de la Ligue nationale de hockey de 2009.
Le samedi 16 octobre 2010 au New Jersey, il marque son premier but dans la Ligue nationale de hockey alors que les Bruins de Boston remporte la partie au compte de 4 à 1.
Le 2 mars 2015, il est échangé à l'Avalanche de Colorado contre Maxime Talbot. Le 2 juillet 2015, il signe un contrat d'une saison avec les Blues de St-Louis.
Le 13 février 2020, il rejoint l'équipe du Genève-Servette HC en tant que 6e étranger.

### Carrière internationale
À l'été 2009, Jordan Caron participe au camp de sélection d'Équipe Canada junior (U-20). Il se blesse à la clavicule ayant encaissé une solide mise en échec du défenseur Colten Teubert.
Il a fait partie de l'Équipe du Canada de hockey sur glace pour le Championnat du monde junior de hockey sur glace 2010 qui se déroulait à Saskatoon en Saskatchewan avec laquelle il a remporté la médaille d'argent.

## Statistiques

### En club
| Saison     | Équipe                   | Ligue           |     | Saison régulière | Saison régulière | Saison régulière | Saison régulière | Saison régulière |   | Séries éliminatoires | Séries éliminatoires | Séries éliminatoires | Séries éliminatoires | Séries éliminatoires |
| Saison     | Équipe                   | Ligue           | PJ  | B                | A                | Pts              | Pun              | PJ               | B | A                    | Pts                  | Pun                  |                      |                      |
| 2006-2007  | Océanic de Rimouski      | LHJMQ           | 59  | 18               | 22               | 40               | 41               | -                | - | -                    | -                    | -                    |                      |                      |
| 2007-2008  | Océanic de Rimouski      | LHJMQ           | 46  | 20               | 23               | 43               | 42               | 9                | 3 | 1                    | 4                    | 18                   |                      |                      |
| 2008-2009  | Océanic de Rimouski      | LHJMQ           | 56  | 36               | 31               | 67               | 66               | 13               | 6 | 5                    | 11                   | 16                   |                      |                      |
| 2008-2009  | Océanic de Rimouski      | C. Memorial     | -   | -                | -                | -                | -                | 4                | 2 | 0                    | 2                    | 4                    |                      |                      |
| 2009-2010  | Océanic de Rimouski      | LHJMQ           | 20  | 9                | 11               | 20               | 8                | -                | - | -                    | -                    | -                    |                      |                      |
| 2009-2010  | Huskies de Rouyn-Noranda | LHJMQ           | 23  | 17               | 16               | 33               | 16               | 11               | 7 | 11                   | 18                   | 15                   |                      |                      |
| 2010-2011  | Bruins de Boston         | LNH             | 23  | 3                | 4                | 7                | 6                | -                | - | -                    | -                    | -                    |                      |                      |
| 2010-2011  | Bruins de Providence     | LAH             | 47  | 12               | 16               | 28               | 16               | -                | - | -                    | -                    | -                    |                      |                      |
| 2011-2012  | Bruins de Boston         | LNH             | 48  | 7                | 8                | 15               | 14               | 2                | 0 | 0                    | 0                    | 0                    |                      |                      |
| 2011-2012  | Bruins de Providence     | LAH             | 17  | 4                | 9                | 13               | 10               | -                | - | -                    | -                    | -                    |                      |                      |
| 2012-2013  | Bruins de Providence     | LAH             | 47  | 11               | 7                | 18               | 38               | 15               | 2 | 7                    | 9                    | 10                   |                      |                      |
| 2012-2013  | Bruins de Boston         | LNH             | 17  | 1                | 2                | 3                | 4                | -                | - | -                    | -                    | -                    |                      |                      |
| 2013-2014  | Bruins de Boston         | LNH             | 35  | 1                | 2                | 3                | 36               | 7                | 1 | 0                    | 1                    | 4                    |                      |                      |
| 2014-2015  | Bruins de Boston         | LNH             | 11  | 0                | 0                | 0                | 16               | -                | - | -                    | -                    | -                    |                      |                      |
| 2014-2015  | Bruins de Providence     | LAH             | 23  | 9                | 10               | 19               | 10               | -                | - | -                    | -                    | -                    |                      |                      |
| 2014-2015  | Avalanche du Colorado    | LNH             | 19  | 0                | 0                | 0                | 2                | -                | - | -                    | -                    | -                    |                      |                      |
| 2015-2016  | Wolves de Chicago        | LAH             | 70  | 17               | 19               | 36               | 115              | -                | - | -                    | -                    | -                    |                      |                      |
| 2015-2016  | Blues de Saint-Louis     | LNH             | 4   | 0                | 0                | 0                | 0                | -                | - | -                    | -                    | -                    |                      |                      |
| 2016-2017  | Wolves de Chicago        | LAH             | 57  | 5                | 20               | 25               | 47               | 9                | 0 | 1                    | 1                    | 2                    |                      |                      |
| 2017-2018  | Krefeld Pinguine         | DEL             | 8   | 6                | 4                | 10               | 35               | -                | - | -                    | -                    | -                    |                      |                      |
| 2018-2019  | Krefeld Pinguine         | DEL             | 12  | 5                | 6                | 11               | 10               | -                | - | -                    | -                    | -                    |                      |                      |
| 2018-2019  | Sibir Novossibirsk       | KHL             | 33  | 5                | 7                | 12               | 29               | -                | - | -                    | -                    | -                    |                      |                      |
| 2019-2020  | Schwenninger Wild Wings  | DEL             | 24  | 8                | 3                | 11               | 20               | -                | - | -                    | -                    | -                    |                      |                      |
| 2019-2020  | Genève-Servette HC       | National League | 4   | 1                | 0                | 1                | 2                | -                | - | -                    | -                    | -                    |                      |                      |
| 2020-2021  | Villacher SV             | ICEHL           | 37  | 10               | 15               | 25               | 67               | 5                | 1 | 4                    | 5                    | 4                    |                      |                      |
| Totaux LNH | Totaux LNH               | Totaux LNH      | 157 | 12               | 16               | 28               | 78               | 9                | 1 | 0                    | 1                    | 4                    |                      |                      |

### En équipe nationale
| Année | Compétition                 |   | PJ | B | A | Pts | Pun               |  | Résultat |
| 2009  | Championnat du monde junior | 6 | 0  | 4 | 4 | 6   | Médaille d'argent |  |          |